# Achilles Mieg
Prof. Dr. Achilles Mieg (1731 - 1799) fue un médico y botánico suizo. Fue profesor en la facultad de Medicina en Basilea.

## Algunas publicaciones
- achilles Mieg, joannes rudolphus Stupanus. 1751. Resp. Specimen miscellaneum anatomio-botanicum. Præs. I. R. Stupano
- 1753. Specimen observationum anatomicarum atque botanicarum

### Libros
- 1752. Dissertatio physico-medica inauguralis de flatibus. Tesis doctoral, Basilea. 28 pp.
- 1752. Ueber die Eigenschaften und den Gebrauch des Sauerwassers zu Sulzbach (Sobre las propiedades y el uso de agua agria en Sulzbach). 40 pp.

## Honores

### Epónimos
- (Poaceae) Miegia Pers. ex Schreb.[3]

- La abreviatura «Mieg» se emplea para indicar a Achilles Mieg como autoridad en la descripción y clasificación científica de los vegetales.[4]